# ساخت‌وساز

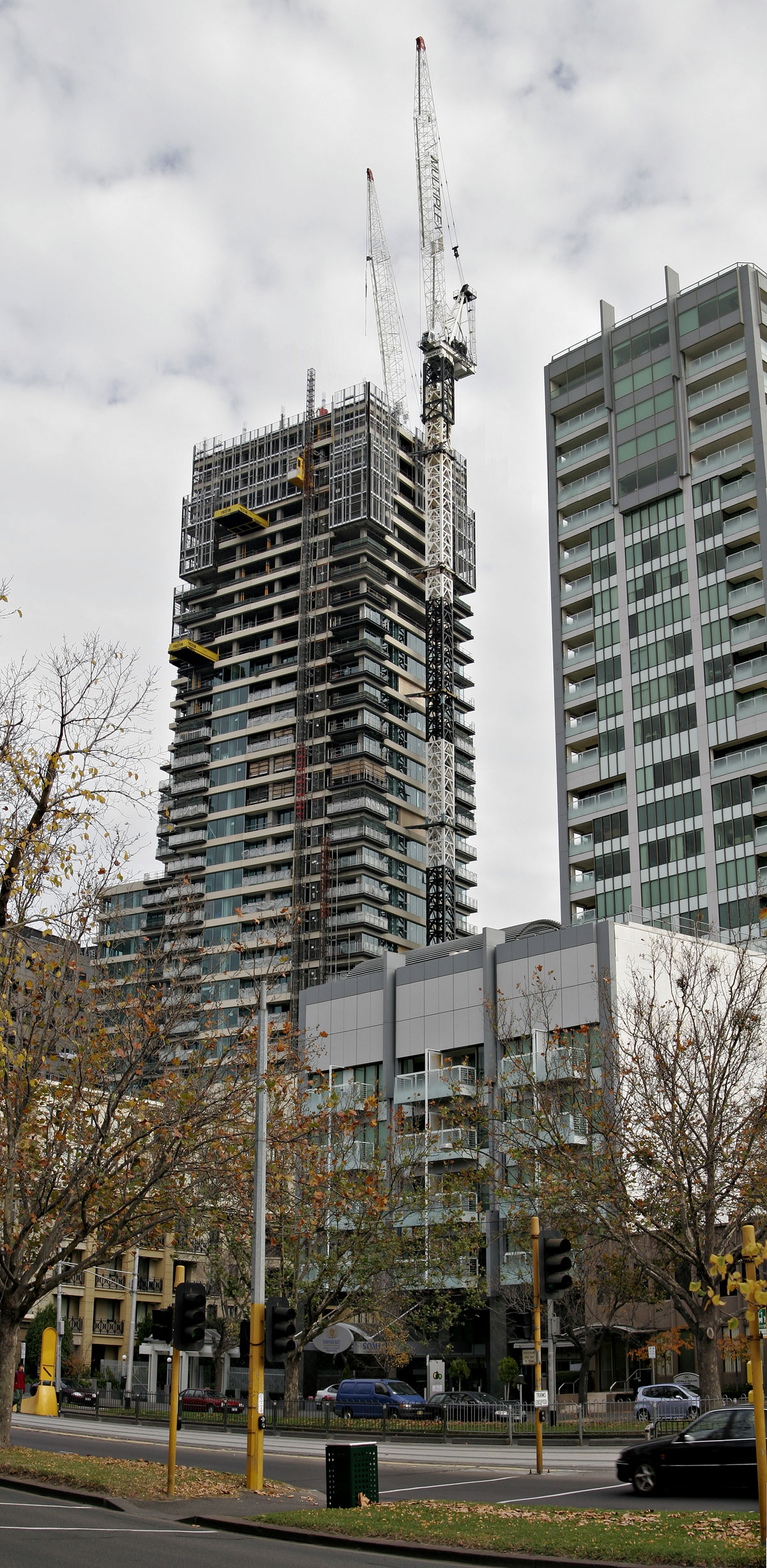
در پروژه‌های ساخت و ساز بزرگ، معمولاً از جرثقیل استفاده می‌شود.

ساخت و ساز به هرگونه عملیات پاکسازی، لایروبی، حفاری و درجه‌بندی زمین و فعالیت‌های دیگر مرتبط با ساخت ساختمان یا سازه مانند: پل، سد و جاده گفته می‌شود.
به عبارتی دیگر ساخت و ساز به مجموعه‌ای از فعالیت‌ها در رشته‌های مهندسی عمران و معماری برای آماده کردن یک ساختمان یا تأسیسات زیرساخت گفته می‌شود. انواع مختلفی از ساخت و ساز وجود دارد مانند ابنیه سازی، ساخت و سازهای سنگین و سازه‌های صنعتی. فرایند پیچیده تلفیق رشته‌های مختلف ساخت باعث به وجود آمدن تداخل در مرحله اجرا و طراحی می‌گردد که این مشکل با استفاده از ابزار مدل‌سازی اطلاعات ساختمان BIM قابل رفع و بهبود بوده و در حال حاضر متخصصان در حال توسعه روزافزون این ابزار هستند.
در بخش صنعت، ساخت و ساز بیش از ۱۰٪ تولید ناخالص داخلی (GDP) جهانی را تشکیل می‌دهد (در کشورهای توسعه یافته این میزان ۶ تا ۹ درصد است). و بیش از ۲۷۳ میلیون نفر در سراسر دنیا در این بخش مشغول به کار هستند. (یعنی حدود ۷٪ نیروی کار جهانی). ارزش این صنعت در سال ۲۰۱۷ در حدود ۱۰٫۸ تریلیون دلار تخمین زده می‌شود.
در ضد سرقت یکی از عوامل مهم در ساخت و ساز است. برندهای باکیفیت ایرانی در ضد سرقت آریا در، تیام در و ... در ایران طرفداران زیادی دارند. اگر درب ضد سرقت به درستی انتخاب نشود، ممکن است علاوه بر مشکلات امنیتی، ضرر مالی نیز داشته باشد.

## فرایندهای ساخت و ساز
برخی از پروژه‌های ساخت و ساز، نوسازی و اجرای تعمیرات کوچک هستند، که در آن مالک ممکن است خود به تنهایی به عنوان طراح، پرداخت کننده و کارگر برای کل پروژه عمل کند. اما، پروژه‌های پیچیده‌تر و بزرگ معمولاً نیاز به تخصص و نیروی انسانی بیشتری دارند، بنابراین مالک می‌تواند با واگذاری یک یا چند عملیات مختلف به شرکت‌های مختلف انجام اموری از قبیل برنامه‌ریزی دقیق، طراحی، ساخت و انتقال کار واگذار کند.

### طرح‌ریزی و پلان
در صورت الزام، یک پروژه ساخت و ساز پیشنهادی باید با سیاست‌های محلی برنامه‌ریزی کاربری اراضی از جمله پهنه بندی و الزامات نظام‌نامه‌های ساختمان مطابقت داشته باشد. به‌طور معمول یک پروژه ساخت و ساز به دلیل تأثیرات احتمالی آن بر همسایه و زیرساخت‌های موجود (حمل و نقل، زیرساخت‌های اجتماعی و تأسیسات از جمله تأمین آب، فاضلاب، برق، ارتباطات، و غیره) ارزیابی خواهد شد. این کار توسط نهادهای ذی صلاح انجام می‌شود که عمدتاً شهرداری‌ها می‌باشند.
در حین ساخت یک ساختمان، یک بازرس ساختمان شهری معمولاً کار را به صورت دوره ای بررسی می‌کند تا اطمینان حاصل شود که ساخت و ساز از برنامه‌های مصوب و نظام ساختمان محلی پیروی می‌کند. پس از اتمام ساخت و ساز، هرگونه تغییر بعدی در ساختمان یا دارایی دیگری که بر ایمنی تأثیر می‌گذارد، از جمله کاربری ساختمان، گسترش، یکپارچگی سازه و حفاظت از آتش، معمولاً نیاز به تصویب شهرداری دارد.

### تأمین مالی
بسته به نوع پروژه، بانک‌های مسکن، حسابداران و مهندسان هزینه ممکن است در ایجاد یک برنامه کلی برای مدیریت مالی یک پروژه ساختمانی شرکت کنند. احتمال حضور بانکداران مسکن در پروژه‌های مسکن، حتی پروژه‌های کوچک بسیار زیاد است، چرا که معمولاً درآمد صاحبان این خانه‌ها تنها منبع تأمین مالی آنهاست. حسابداران جریان پولی مورد انتظار در طول حیات پروژه را مطالعه کرده و بر پرداخت‌های انجام شده در طول فرایند نظارت می‌کنند. افراد حرفه ای از جمله مهندسین هزینه، برآوردگرها و مهندسین متره و برآورد، از تخصص خود استفاده کرده و کار و مواد استفاده شده را به ارزش ایجاد شده ارتباط می‌دهند.
برنامه‌ریزی مالی تضمین می‌کند که قبل از شروع پروژه، برنامه‌های کافی برای حفاظت پروژه وجود دارد، و این اطمینان را ایجاد می‌کند که در طول حیات پروژه مشکل مالی ایجاد نمی‌شود.

### مسائل قانونی
یک پروژه ساختمانی مجموعه پیچیده‌ای از قراردادهای ساختمانی و سایر تعهدات قانونی است که هرکدام از طرفین باید با دقت به آن توجه کنند. "قرارداد"، معاوضه مجموعه ای از تعهدات بین دو یا چند طرف است و ساختارهایی را برای مدیریت مسائل فراهم می‌کند. به عنوان مثال، تأخیر در ساخت و ساز می‌تواند پرهزینه باشد، به همین دلیل قراردادهای ساخت و ساز انتظارات روشن و مسیرهای مشخص برای مدیریت تأخیرها را تعیین می‌کنند. قراردادهای ضعیف، ناقص و مبهم می‌تواند منجر به سردرگمی و اختلافات پر هزینه شود.
در شروع یک پروژه، مشاوران حقوقی به دنبال شناسایی ابهامات و سایر منابع احتمالی مشکل ساز در ساختارهای پیمانکاری می‌گردند و گزینه‌هایی برای جلوگیری از بروز مشکلات ارائه می‌دهند. در طول پروژه‌ها، آنها برای جلوگیری و برطرف کردن درگیری‌هایی که به‌وجود می‌آیند فعالیت می‌کنند. در هر حالت، وکیل مبادله تعهداتی را که مطابق با واقعیت پروژه باشد تسهیل می‌کند.

### تدارکات و تهیه

#### روش سنتی یا طراحی-مزایده-ساخت
روش طراحی-مزایده-ساخت متداول‌ترین و تثبیت شده‌ترین روش تدارکات در ساخت و ساز می‌باشد. در این چیدمان، معمار یا مهندس به عنوان هماهنگ‌کننده پروژه برای مشتری عمل می‌کند. آنها کار و اثر را طراحی می‌کنند، مشخصات و طرح‌های تحویل را آماده می‌کنند (مدل‌ها، نقشه‌ها، و غیره)، قرارداد را اجرا می‌کنند، کارها را به مناقصه می‌گذارند و تمام کارها را از ابتدا تا پایان انجام می‌دهند.

#### طراحی-ساخت
روش طراحی و ساخت از اواخر قرن بیستم متداول شد، و به این طریق است که مشتری با یک نهاد واحد قرارداد می‌بندد تا آن نهاد طراحی و ساخت را ارائه دهد.

#### مدیریت ساخت

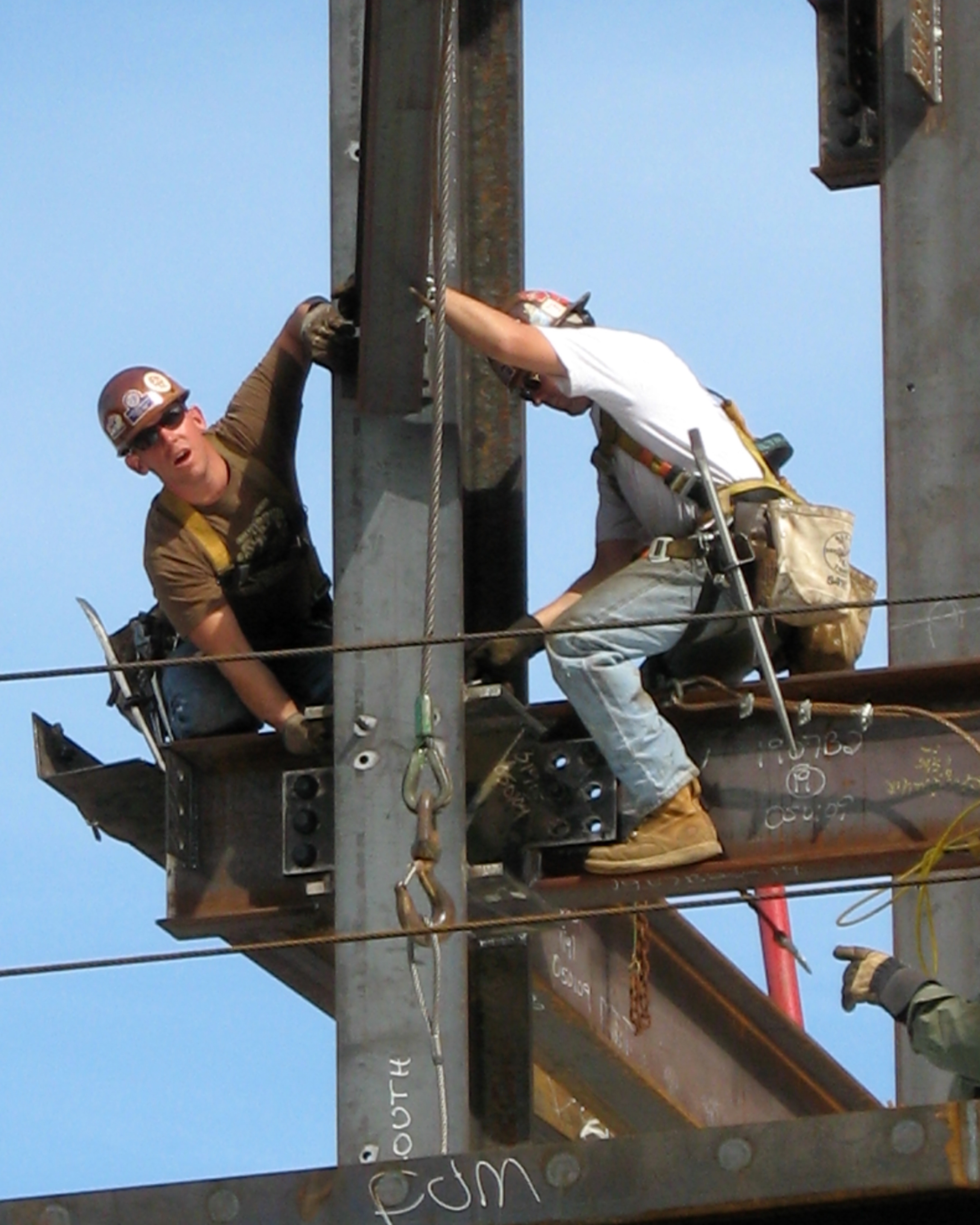
آهنگران در حال برپایی سازه فلزی یک ساختمان

در روش مدیریت ساخت و ساز، مشتری با طراح (معمار یا مهندس)، مدیر ساخت و ساز و پیمانکاران شخصی قراردادهای جداگانه ای را امضا می‌کند. مشتری نقش پیمانکاری را به عهده می‌گیرد، و مدیر ساخت و ساز یا مدیر پروژه نقش فعال در مدیریت قرارداد با پیمانکاران شخصی را به عهده می‌گیرد و اطمینان حاصل می‌کند که کلیه کارها به‌طور هموار و مؤثر در کنار هم انجام می‌شوند.

#### طراحی
در دنیای صنعتی، ساخت و ساز معمولاً شامل ترجمه طرح‌ها به واقعیت است. معمولاً تیم طراحی توسط مالک ملک استخدام می‌شود. بسته به نوع پروژه، یک تیم طراحی ممکن است شامل معماران، مهندسان عمران، مهندسان مکانیک، مهندسان برق، مهندسان سازه، مهندسان حفاظت از آتش، مشاوران برنامه‌ریزی، مشاوران معماری و مشاوران باستان‌شناسی باشد. معمولاً برای ایجاد هماهنگی بین حرفه‌های مختلف طراحی از یک «طراح ارشد» کمک گرفته می‌شود.
به صورت سنتی، طراحی شامل رسم طرح‌ها، نقشه‌های معماری و مهندسی و تعیین مشخصات فنی می‌شود. تا قبل از قرن ۲۰ام این نقشه‌ها توسط دست ترسیم می‌شد. ظهور نرم‌افزارهای طراحی به کمک رایانه (CAD) باعث افزایش چشم گیر راندمان طراحی‌ها گردید. مدل‌سازی اطلاعات ساختمان (BIM) که در قرن ۲۱ معرفی شد، شامل استفاده از مدل‌های رایانه ای برای تولید نقشه‌ها و سایر ترسیمات و همچنین به دست آوردن سایر داده‌های غیر ترسیمی می‌شود.

### پذیرش و تحویل
پذیرش (Commissioning) فرایند بازبینی و تأیید عملکرد زیرسیستم‌های یک ساختمان جدید (و دارایی‌های دیگر) مطابق با طرح‌های مدنظر طراح و الزامات از پیش تعیین شده مالک می‌باشد.

### نگهداری، تعمیرات و توسعه
تعمیر و نگهداری شامل بررسی‌های عملکردی، سرویس دهی، تعمیر یا تعویض دستگاه‌های لازم، تجهیزات، ماشین آلات، زیرساخت‌های ساختمان و پشتیبانی از خدمات در تأسیسات صنعتی، تجاری، دولتی و مسکونی است.

### تخریب
تخریب (Demolition)، حرفه تکه‌تکه کردن ایمن و کارآمد ساختمان‌ها و سایر سازه هاست. تخریب با ساختارشکنی (deconstruction) تفاوت دارد. در ساختارشکنی، تخریب به صورت انتخابی و جزء به جزء به گونه ای انجام می‌شود که مواد قابل استفاده مجدد و بازیافت باشد اما در تخریب (Demolition)، ساختمان به کلی منهدم می‌شود.